# Tichá dohoda (hudební skupina)
Tichá dohoda je pražská hudební skupina.

## Historie
Skupinu založil v roce 1986 Dan Šustr (kytara, zpěv) a člen legendární punkově-novovlnné skupiny Letadlo bubeník Jiří Šimeček. Na trio skupinu doplnil Zdeněk Marek (baskytara). Název vznikl podle románu Elii Kazana Tichá dohoda. Ještě v tomtéž roce za bubny vystřídal Jiřího Šimečka nový člen kapely Pavel Špaček a přidal se kytarista Jan Hájek. V této sestavě skupina hrála do roku 1988, kdy se rozešla.
Poté začala opět hrát v roce 1988, kdy na pěvecký post nastoupila Blanka Šrůmová.
Za více než čtvrtstoletí jejího působení se v její rytmické sekci vystřídala řada hudebníků. Mnozí z nich dnes hrají v našich dalších špičkových skupinách či s našimi předními interprety (Plastic People of the Universe, Kapela Hrůzy, Miro Žbirka aj.).
Dan Šustr se v roce 2007 po 8 letech vrátil na scénu s nekomerčním "retro" projektem 2Wings. V písničkářském rockovém triu s ním hrají hudebníci z poslední sestavy Tiché dohody.
V létě 2011 Tichá dohoda vystoupila na festivalu v Trutnově a v roce 2012 odehrála přes dvacet koncertů na festivalech i v několika klubech.
Své 25. výročí skupina oslavila 8. prosince 2011 koncertem v pražském KD Vltavská. Na tomto téměř tříhodinovém koncertě se na pódiu postupně vystřídali spoluhráči ze všech sestav kapely a jako gratulanti přišli skupinu podpořit anglický písničkář Phil Shoenfelt a v závěru koncertu speciální host - kytarista Michal Pavlíček a hráč na foukací harmoniku Ondřej Konrád. Celý koncert byl doplněn originálními projekcemi a dobovými materiály s fotografiemi z dílny dvorního režiséra skupiny Ivana Tatíčka.
Dne 12. dubna 2012 vyšlo live CD z narozeninového koncertu na Vltavské pod názvem Tichá dohoda live – 25 let Největší hity – live!. Záznam skupina pokřtila na speciálním koncertě v Brně na Musilce 12.4.2012 a tím odstartovala po mnohaletém odmlčení své koncertní a hudební aktivity.
Blanka Šrůmová ohlásila přes média 30. června 2014 svůj opakovaný odchod ze skupiny. V srpnu 2014 oznámil kreativní lídr skupiny Dan Šustr plány na vydání nového alba Tiché dohody ve druhé polovině roku 2015. V prosinci téhož roku se skupina rozhodla pokračovat v činnosti se zpěvačkou Zuzanou Vintrovou.
Dne 13. dubna 2015 vyšlo album s deseti coververzemi britských nezávislých kytarovek manchesterské scény pod názvem KLADNO MANCHESTER.
V roce 2016 skupina završila třicátý rok existence a 1. února 2016, po osmnácti letech od posledního řadového alba Válcovna vkusu, s.r.o, vydala EP ACHTUNG 30! se třemi novými původními skladbami. Dne 6. října 2017 vydala Tichá dohoda své šesté řadové album "Hlasitá revoluce". Dne 24. února 2020 vychází singl "Hranice".
V roce 2024 skupina vyhlásila roční pauzu z důvodu mateřské dovolené zpěvačky Zuzany Vintrové.
Na Vánoce 2024 vydala Tichá dohoda českou verzi slavné anglické koledy Dobrý král Václav. 

## Seznam hudebníků, kteří hráli ve skupině

### Aktuální sestava
- Dan Šustr - kytara, zpěv
- Zuzana "Winter" Vintrová - zpěv, kytara
- Michal "Sherry" Šerák - basová kytara, zpěv
- Luboš Pavlík - bicí

### Bývalí členové skupiny
- Jiří Šimeček - bicí (1986)
- Pavel Špaček - bicí (1987-1988)
- Zdeněk Marek - basová kytara (1986-1988)
- Jan Hájek - kytara (1986-1988)
- Pavel "Krtek" Krtouš - basová kytara (1989-1994)
- Ladislav Sosna - bicí (1990)
- Mirek Fözö - bicí (1989-1990)
- David "Dáda" Uher - bicí (1990-1992)
- Jarda Kvasnička - bicí (1993-1994)
- Aleš Zenkl - basová kytara (1995-1998)
- Marek Kopecký - bicí (1995)
- Václav Šváb - bicí (1997-2012)
- Blanka Šrůmová - sólový zpěv, klávesy (1988-2014)
- Pavel Attel (2014-2018)

### Hostující hudebníci
- David Koller - bicí (1989)
- Vladimír "Guma" Kulhánek - basová kytara (1989)
- Vláďa Pecha - bicí (1994)
- Michal Koval - basová kytara (1994)
- Franta Hönig - bicí (1990 a 1998)
- František Raba - basová kytara (1998)
- Jan Erle - kytara (2011-2012)
- Zuzana Vintrová - zpěv, kytara (2014-2016)
- Jana Gabrielová - violoncello (2014-2015)
- Marta Věchetová - housle (2014-2017)
- Petr Steinmetz - kytara (2015-2016)

## Diskografie
- Zlatý Grál (demokazeta 1987)
- Nač tě mám/Hombre (7" vinyl SP, Supraphon 1989)
- Chci přežít (Arta 1990, reedice Monitor/EMI 1995)
- Má duše se vznáší, CD/EP (Bonton 1991)
- Underpop (LP a CD Bonton 1992)
- UnplugGag (Monitor 1993)
- Tulák po hvězdách, CD/EP (Monitor/EMI 1994)
- Droga v kůži, CD/SP (Monitor/EMI 1994)
- untitled (Monitor/EMI 1994)
- Kde spí andělé/Heroin, CD/EP (Monitor/EMI 1995)
- La Décadance (Monitor/EMI 1995)
- CD-ROM Fucktography (Studio DADA 1995)
- Live in Lucerna Music Bar (Aion A.D./Illegal records 1997)
- Válcovna vkusu s.r.o (Sony Music 1998)
- Největší hity (Sony Music 1999)
- Tichá dohoda 25 let - Největší hity live! (Pop Dissident Records 2012)
- KLADNO - MANCHESTER (CD and LP - Pop Dissident Records 2015)
- ACHTUNG 30! (CD/EP - Pop Dissident Records 2016)
- Planeta opic/Zakázaný slova (CD/SP - Pop Dissident Records 2017)
- Hlasitá Revoluce (CD - Pop Dissident Records 2017)
- Hlasitá revoluce (LP Vinyl Edition 2018, Pop Dissident Records 2018)
- Hranice (SP - Pop Dissident Records 2020)
- Dobrý král Václav (Good King Wenceslas) - Pop Dissident Records 2024

Featuring Phil Shoenfelt
- Tichá dohoda with Phil Shoenfelt Live in Prague (Bonton 1995)

## Oficiální videoklipy (chronologicky)
- Přátelé (1987) https://www.youtube.com/watch?v=WUbSiNi5Bao
- Cizí pohled (1989) https://www.youtube.com/watch?v=Rjr6qA8keyU
- Vítr (1990) https://www.youtube.com/watch?v=dJsmPhyr1IM
- Má duše se vznáší (1992) https://www.youtube.com/watch?v=SaF5hCJnXfE
- Kotva a Kříž (1992) https://www.youtube.com/watch?v=lNKcGZXOBjU
- Tulák po hvězdách (1994) https://www.youtube.com/watch?v=q4PNyivtz74
- ...a Bůh se dívá (1994) https://www.youtube.com/watch?v=q4PNyivtz74
- Kde spí andělé (1995) https://www.youtube.com/watch?v=CyzKUg1D8qE
- Saint Tropez (1995) https://www.youtube.com/watch?v=XFkeO46hR_s
- Večírek osamělých srdcí (1998) https://www.youtube.com/watch?v=77yXRN-99MQ
- Reklamní anděl (2009) https://www.youtube.com/watch?v=F5oK5o34vW8
- Tightrope (2014) https://www.youtube.com/watch?v=uhumGhZZsOA
- New dawn Fades (2015) https://www.youtube.com/watch?v=US4okOz1Kgc
- This is music (2015) https://www.youtube.com/watch?v=n2glvbDBsYc
- Setting sun (2015) https://www.youtube.com/watch?v=XFkeO46hR_s
- Achtung 30! (2016) ww.youtube.com/watch?v=xaJwDWOJzsI
- Zas pryč tě tvý nohy táhnou (2016) https://www.youtube.com/watch?v=Id7S_C2LmZc
- Hlasitá revoluce (2017) https://www.youtube.com/watch?v=upqyoOHAzt8
- Zakázaný slova (2017) https://www.youtube.com/watch?v=hh6JfrzB2PU
- Planeta opic (2017) https://www.youtube.com/watch?v=xaJwDWOJzsI
- Oni už zapomněli (2017) https://www.youtube.com/watch?v=vtetQMu5Cgw
- Born in Kladno (2018) https://www.youtube.com/watch?v=rwibpHOTTpM
- Já a můj pes (2018) https://m.youtube.com/watch?v=9eZH4Jb0eK8